# Tetradonematidae
Tetradonematidae — родина нематод класу Enoplea.

## Спосіб життя
Всі представники родини є ендопаразитами комах (в основному жуків та мурах).
Цікавий вид Myrmeconema neotropicum, що заражає мурах виду Cephalotes atratus. Він викликає у мурахи передсмертне почервоніння черевця, що приваблює птахів, у яких проходить один із життєвих циклів паразита. Інший вид нематод Tetradonema solenopsis паразитує у мурахах виду Solenopsis invicta, що є цікавим для біологічного контролю цих мурах.

## Опис
Представники родини характеризуються наявністю одонтостилю- трубчастого колючого органу, який використовується для живлення та виділення відходів життєдіяльності, мають гладку кутикулу з мікропорами та трофосому (залозистий орган, що утворений зі стінок фаринксу).

## Класифікація
Родина містить 20 видів у 13 родах:
- Aproctonema Keilin, 1917
  - Aproctonema chapmani Nickle, 1969
  - Aproctonema entomophagum Keilin, 1917
  - Aproctonema simuliophaga Rubtsov, 1966
- Bispiculum Zervos, 1980
  - Bispiculum inaequale Zervos, 1980
- Bissonema Rubtsov, 1978
  - Bissonema acicularis (Rubtsov, 1978)
- Brevinema Rubtsov, 1978
  - Brevinema brevis (Rubtsov, 1978)
- Corethrellonema Nickle, 1969
  - Corethrellonema grandispiculosum  Nickle, 1969
- Crassinema Rubtsov, 1978
  - Crassinema glustschenkovae Rubtsov, 1978
- Didilia Tang et al., 1993
  - Didilia ooglypta Tang et al., 1993
- Heterogonema van Waerebeke & Remillet, 1973
  - Heterogonema ovomasculis van Waerebeke & Remillet, 1973
- Myrmeconema
  - †Myrmeconema antiqua
  - Myrmeconema neotropicum
- Mermithonema Goodey, 1941
  - Mermithonema entomophilum Goodey, 1941
- Nematimermis Tchesunov et Spiridonov, 1993
  - Nematimermis enoplivora Tchesunov et Spiridonov, 1993
- Paraproctonema Rubtsov, 1978
  - Paraproctonema simuliophaga
- Tetradonema Cobb, 1919
  - Tetradonema plicans Cobb, 1919
  - Tetradonema solenopsis Nickle & Jouvenaz, 1987
- Trichonema  Rubtsov, 1978
  - Trichonema binucleata Rubtsov, 1978